# Holbrook (Derbyshire)
Holbrook è un villaggio e parrocchia civile dell'Inghilterra, appartenente alla contea del Derbyshire.